# John Finch (Märtyrer)
Der selige John Finch (* 1548 in Eccleston, Lancashire; † 20. April 1584 in Lancaster) war ein katholischer Märtyrer aus England.
Seine landwirtschaftlich geprägte Familie war von der Glaubensspaltung zerrissen und so bekam der junge Finch die Auseinandersetzungen mit. Nach einer Londonreise wurde ihm der Unterschied zwischen dem katholischen und dem protestantischen Glauben richtig bewusst und er entschied sich, ein katholisches Leben zu führen. Sein Haus wurde bald ein missionarisches Zentrum, eine gefährliche Angelegenheit im England von Elisabeth I.
Bald wurden die lokalen Behörden misstrauisch. Weihnachten 1581 wurde John Finch verhaftet, weil er George Ostliffe Aufnahme gewährt hatte. Er wurde zu Henry Stanley, 4. Earl of Derby gebracht, mit dem Ziel, ihn dem protestantischen Glauben zuzuführen. Er erwies aber gegenüber der Zuckerbrot-und-Peitsche-Taktik, bestehend aus Bestechungen und Folter, Widerstandskraft. In den nächsten zweieinhalb Jahren wurde er in verschiedene Gefängnisse überwiesen und wiederholt gefoltert. Am 20. April 1584 wurde er zusammen mit dem Priester James Bell erhängt. 
1929 wurde er von Papst Pius XI. seliggesprochen, sein Gedenktag ist der 20. April.